# Euheterodonta
Euheterodonta zijn een subterklasse van de tweekleppigen (Bivalvia).

## Taxonomie
De volgende taxa zijn bij de subterklasse ingedeeld:
- Superorde Anomalodesmata
  - Superfamilie Clavagelloidea d'Orbigny, 1844
  - Superfamilie Cuspidarioidea Dall, 1886
  - Familie Laternulidae Hedley, 1918 (1840)
  - Superfamilie Myochamoidea Carpenter, 1861
  - Superfamilie Pandoroidea Rafinesque, 1815
  - Superfamilie Pholadomyoidea King, 1844
  - Superfamilie Poromyoidea Dall, 1886
  - Superfamilie Thracioidea Stoliczka, 1870 (1839)
  - Superfamilie Verticordioidea Stoliczka, 1870
- Superorde Imparidentia
  - Orde Adapedonta
  - Orde Cardiida
  - Superfamilie Cyamioidea Sars, 1878
  - Superfamilie Gaimardioidea Hedley, 1916
  - Orde Galeommatida Lemer, Bieler & Giribet, 2019
  - Orde Gastrochaenida Lange de Morretes, 1949
  - Superfamilie  † Grammysioidea S. A. Miller, 1877
  -  † Orde Hippuritida Newell, 1965
  - Superfamilie  † Kalenteroidea Marwick, 1953
  - Orde Lucinida
  - Orde  † Megalodontida
  - Orde  † Modiomorphida
  - Orde Myida
  - Orde Sphaeriida
  - Orde Venerida
  - Familie  † Lipanellidae Sánchez, 2005
- Orde unassigned Euhederodonta
  -  † Superfamilie Babinkoidea Horný, 1960
  -  † Superfamilie Orthonotoidea S. A. Miller, 1877